# 服部川站
服部川站（日语：／ Hattorigawa eki */?）是位於大阪府八尾市服部川七丁目，近畿日本鐵道（近鐵）的信貴線車站。車站編號為「J13」。

## 歷史
- 1930年（昭和5年）12月15日 - 大阪電氣軌道信貴線開通，此站啟用[1]。
- 1941年（昭和16年）3月15日 - 與參宮急行電鐵合併，成為關西急行鐵道車站[1]。
- 1944年（昭和19年）6月1日 - 關西急行鐵道與南海鐵道（為南海電氣鐵道的前身）合併，成為近畿日本鐵道的車站[1]。
- 2005年（平成17年）4月15日 - 月台改善工程完成並開始使用。
- 2007年（平成19年）4月1日 - 車站可以使用PiTaPa[2]。

## 車站構造
車站是一座地面車站，設有1面1線的單式月台。車站大樓（閘口）位於月台靠近信貴山口一方。廁所（旱廁）位於閘口內。車站附近路段的坡度達到40‰，而月台部分的坡度也有10‰。
此站是由近鐵八尾站管理的有人車站。車站設有可使用PiTaPa、ICOCA的自動閘機和自動補票機（可支援回數卡及IC卡，以及IC卡增值功能）。

## 利用狀況
在2018年11月13日，1日上下車人次為2,043人。
以下為近年1日上下車、乘車人次列表。
| 年度               | 指定日   | 指定日     | 指定日   | 1日平均 乘車人次 | 參考資料 |
| 年度               | 調査日   | 上下車人次 | 乘車人次 | 1日平均 乘車人次 | 參考資料 |
| ------------------ | -------- | ---------- | -------- | ---------------- | -------- |
| 2000年（平成12年） | 11月07日 | 3,434      | 1,666    | 1,748            | [ 5 ]    |
| 2001年（平成13年） | -        | -          | -        | -                |          |
| 2002年（平成14年） | -        | -          | -        | -                |          |
| 2003年（平成15年） | 11月11日 | 2,951      | 1,481    | -                | [ 6 ]    |
| 2004年（平成16年） | -        | -          | -        | -                |          |
| 2005年（平成17年） | 11月08日 | 2,686      | 1,357    | 1,503            | [ 7 ]    |
| 2006年（平成18年） | -        | -          | -        | 1,521            |          |
| 2007年（平成19年） | -        | -          | -        | 1,488            |          |
| 2008年（平成20年） | 11月18日 | 2,458      | 1,254    | 1,383            | [ 8 ]    |
| 2009年（平成21年） | -        | -          | -        | 1,302            |          |
| 2010年（平成22年） | 11月09日 | 2,223      | 1,140    | 1,257            | [ 9 ]    |
| 2011年（平成23年） | -        | -          | -        | 1,249            |          |
| 2012年（平成24年） | 11月13日 | 2,225      | 1,157    | 1,252            | [ 10 ]   |
| 2013年（平成25年） | -        | -          | -        | 1,274            |          |
| 2014年（平成26年） | -        | -          | -        | 1,231            |          |
| 2015年（平成27年） | 11月10日 | 2,274      | 1,111    | 1,190            | [ 11 ]   |
| 2016年（平成28年） | -        | -          | -        | 1,171            |          |
| 2017年（平成29年） | -        | -          | -        |                  |          |
| 2015年（平成27年） | 11月13日 | 2,043      |          |                  |          |

## 車站周邊
車站周邊都是幽靜的住宅區。附近設有較多園藝業和植木業者。
- 八尾市立高安小學（日语：八尾市立高安小学校）、八尾市立高安中學（日语：八尾市立高安中学校）（設施一體代的中小學）

## 相鄰車站
近畿日本鐵道
 信貴線
河內山本（J12）－服部川（J13）－信貴山口（J14）

## 注腳
1. 1 2 3  曾根悟（監修）. . 週刊朝日百科. 2号 近畿日本鉄道 1. 朝日新聞出版. 2010-08-22: 18–23. ISBN 978-4-02-340132-7 （日语）.
2. ↑   (pdf) (新闻稿). 近畿日本鐵道. 2007-01-30  [2016-03-08]. （原始内容存档 (PDF)于2016-08-07） （日语）.
3. ↑  駅別乗降人員 信貴線 （页面存档备份，存于）（日語） - 近畿日本鐵道
4. ↑  八尾市統計書
5. ↑  大阪府統計年鑑（平成13年）PDF（日語）
6. ↑  大阪府統計年鑑（平成16年）PDF（日語）
7. ↑  大阪府統計年鑑（平成18年）PDF（日語）
8. ↑  大阪府統計年鑑（平成21年）PDF（日語）
9. ↑  大阪府統計年鑑（平成23年）PDF（日語）
10. ↑  大阪府統計年鑑（平成25年）PDF（日語）
11. ↑  大阪府統計年鑑（平成28年）PDF（日語）

## 外部連結
- 服部川 - 近畿日本鐵道